# 마리오 피치올로
마리오 피치올로(이탈리아어: Mario Pizziolo ˈmaːrjo pitˈtsjɔːlo[*]; 1909년 12월 8일, 아브루초주 카스텔라마레 아드리아티코 ~ 1990년 4월 30일, 토스카나주 피렌체)는 이탈리아의 전 축구 선수이자 감독으로, 현역 시절 중앙이나 수비형 미드필더로 활약했다.

## 클럽 경력
피치올로는 페스카라도 카스텔라마레 아드리아티코 출신이다. 그는 리보르노와 테르나나의 유소년부에서 축구를 시작했고, 이후 피스토이에세의 1군을 거쳐(1925-1929), 피오렌티나에 합류했고, 그는 이 곳에서 1929년부터 1936년까지 모든 대회를 통틀어 203번의 경기에 출전해 3골을 넣었다.
그는 1936년에 27세의 나이로 현역에서 은퇴했다.

## 국가대표팀 경력
피치올로는 1933년부터 1934년까지 이탈리아 국가대표팀에서 12경기 출전해 1골을 기록했다. 그는 1933-35 시즌 중부 유럽 선수권 대회 우승을 거둔 선수단의 일원이었고, 안방에서 정상에 오른 1934년 월드컵에도 참가해 스페인과의 8강 본경기에 1경기를 출전했는데, 이 경기는 연장전 끝에 1-1로 비겼고, 그는 다리 한 쪽 부상을 당해 경기장을 나갔다. 그는 이 경기를 이후로 단 1번도 이탈리아 국가대표팀 경기에 출전하지 못했다. 피치올로는 결승전은커녕 나머지 경기에서 출전하지 못했기 때문에 대회 우승 메달을 받지 못했지만, 1988년에 뒤늦게 받았고, 그로부터 2년 후 피렌체에서 향년 80세로 영면에 들었다.

## 수상

### 선수
피오렌티나
- 세리에 B: 1930–31

이탈리아
- 월드컵: 1934
- 중부 유럽 선수권 대회: 1933–35

### 감독
페스카라
- 세리에 C: 1940–41

### 개인
- 피오렌티나 명예의 전당: 2012[8]

## 참고
1. 1 2  피치올로의 정확한 출생일과 관련된 정보가 출처별로 일치하지 않는데, 일부 출처에서는 12월 7일로,[1] 다른 출처에서는 12월 8일생으로 기재되어 있다.[2][3]

## 참고 문헌
- Baker, William Joseph (1988), 《Sports in the Western World》, Urbana, IL: University of Illinois Press, ISBN 978-0-252-06042-7